# Roswitha Scholz
Roswitha Scholz (f. 1959) er en tysk tænker, samfundsteoretiker og forfatter. Hun er aktivt medlem af redaktionen for tidsskriftet Exit! som hun var med til at grundlægge med sin værdiafspaltningskritik. Udover en række tidsskriftsartikler, har hun skrevet flere bøger, herunder med sin afdøde mand Robert Kurz. Roswitha Scholz bor og lever i Nürnberg.
Roswitha Scholz blev særlig kendt for at udgive teorien om værdiafspaltning, som en videreudvikling af kritikken af værdi (se værdikritik), under hendes tilhørsforhold til den tidligere gruppe Krisis:
"Varesamfundets grundlæggende modsætning mellem stof (indhold, natur) og form (abstrakt værdi) er kønsspecifikt bestemt. Alt som ikke indgår i den abstrakte værdiforms sanselige indhold, men som alligevel er en forudsætning samfundsmæssig reproduktion, uddelegeres til kvinden (sanselighed, følsomhed osv.)" – Abspalungstheorem
Denne teoretiske ansats til "kritikken af værdiafspaltning" er siden videreudviklet i forskellige tekster og to bøger og kan også findes i indledningen til gruppen EXIT!:
"Videreudviklingen af Marx' teori fra en positivistisk til en radikalt kritisk forståelse af moderne samfundsmæssige kategorier og deres sammenhæng kan ikke ophøre med en abstrakt-universalistisk forståelse. [...] Den moderne sexisme, racisme og anti-semitisme er i princippet indeholdet i oplysningstænkningen selv, fordi de er strukturelt relateret til det realmetafysiske moderne system for vareproduktion, ved at de på ødelæggende vis forarbejder disse modsætninger. [...] Alle afgørende øjeblikke af den samfundsmæssige reproduktion, af det personlige liv og af de sociale relationer, som ikke indgår i værdiens abstrakte logik, eller kun indordner sig modvilligt og med tabet af sin særegne karakter (børnepasning, "husarbejde", "kærligheds- og relationsarbejde", sociopsykologiske bufferfunktioner osv.), bliver afspaltet fra det økonomisk-politiske univers og historisk set defineret som "kvindeligt". Kapitalismen er således ikke blot sammenhængen af sine kategoriale former, men også altid en afspaltningsproces. Værdiens sammenhæng er samtidig også en sammenhæng af afspaltning af bestemte tilfælde i den sociale reproduktion og kun med begge to sammen kan der dannes et kritisk begreb om det moderne samfund. Værdiformen og dens subjekt er strukturelt set mandligt bestemt." – Mit Marx über Marx hinaus: Das theoretische Projekt der Gruppe „EXIT!“